# Tharoiseau
Tharoiseau település Franciaországban, Yonne megyében. Lakosainak száma 62 fő (2022. január 1.). Tharoiseau Domecy-sur-le-Vault, Menades, Island és Saint-Père községekkel határos.

## Népesség
A település népessége az elmúlt években az alábbi módon változott:
| Lakosok száma | 64   | 63   | 62   | 61   | 61   | 61   | 61   | 62   |
|               | 2013 | 2015 | 2017 | 2018 | 2019 | 2020 | 2021 | 2022 |